# Aenictus
Aenictus is een geslacht van vliesvleugelige insecten van de familie Mieren (Formicidae).

## Soorten
- A. abeillei (André, 1886)
- A. acerbus Shattuck, 2008
- A. aitkenii Forel, 1901
- A. alticola Wheeler, W.M. & Chapman, 1930
- A. alluaudi Santschi, 1910
- A. ambiguus Shuckard, 1840
- A. anceps Forel, 1910
- A. annae Forel, 1911
- A. appressipilosus Jaitrong & Wiwatwitaya, 2013
- A. arabicus Sharaf & Aldawood, 2012
- A. aratus Forel, 1900
- A. artipus Wilson, 1964
- A. arya Forel, 1901
- A. asantei Campione, Novak & Gotwald, 1983
- A. asperivalvus Santschi, 1919
- A. bakeri Menozzi, 1925
- A. baliensis Jaitrong & Wiwatwitaya, 2013
- A. bayoni Menozzi, 1933
- A. binghami Forel, 1900
- A. biroi Forel, 1907
- A. bobaiensis Zhou & Chen, 1999
- A. bodongjaya Jaitrong & Yamane, 2011
- A. bottegoi Emery, 1899
- A. brazzai Santschi, 1910
- A. breviceps Forel, 1912
- A. brevicornis (Mayr, 1879)
- A. brevinodus Jaitrong & Yamane, 2011
- A. brevipodus Jaitrong & Wiwatwitaya, 2013
- A. buttelreepeni Forel, 1913
- A. buttgenbachi Forel, 1913
- A. camposi Wheeler, W.M. & Chapman, 1925
- A. carolianus Zettel & Sorger, 2010
- A. certus Westwood, 1842
- A. ceylonicus (Mayr, 1866)
- A. clavatus Forel, 1901
- A. clavitibia Forel, 1901
- A. concavus Jaitrong & Wiwatwitaya, 2013
- A. congolensis Santschi, 1911
- A. cornutus Forel, 1900
- A. crucifer Santschi, 1914
- A. currax Emery, 1900
- A. cylindripetiolus Jaitrong & Wiwatwitaya, 2013
- A. changmaianus Terayama & Kubota, 1993
- A. chapmani Wilson, 1964
- A. decolor (Mayr, 1879)
- A. dentatus Forel, 1911
- A. diclops Shattuck, 2008
- A. dlusskyi Arnoldi, 1968
- A. doryloides Wilson, 1964
- A. doydeei Jaitrong & Yamane, 2011
- A. duengkaei Jaitrong & Yamane, 2012
- A. eguchii Jaitrong & Wiwatwitaya, 2013
- A. eugenii Emery, 1895
- A. exilis Wilson, 1964
- A. feae Emery, 1889
- A. fergusoni Forel, 1901
- A. foreli Santschi, 1919
- A. formosensis Forel, 1913
- A. fuchuanensis Zhou, 2001
- A. fulvus Jaitrong & Yamane, 2011
- A. furculatus Santschi, 1919
- A. furibundus Arnold, 1959
- A. fuscipennis Forel, 1913
- A. fuscovarius Gerstäcker, 1859
- A. gibbosus Dalla Torre, 1893
- A. glabratus Jaitrong & Nur-Zati, 2010
- A. glabrinotum Jaitrong & Yamane, 2011
- A. gleadowii Forel, 1901
- A. gonioccipus Jaitrong & Wiwatwitaya, 2013
- A. gracilis Emery, 1893
- A. grandis Bingham, 1903
- A. hamifer Emery, 1896
- A. henanensis Li & Wang, 2005
- A. hilli Clark, 1928
- A. hodgsoni Forel, 1901
- A. hottai Terayama & Yamane, 1989
- A. humeralis Santschi, 1910
- A. huonicus Wilson, 1964
- A. icarus Forel, 1911
- A. idoneus Menozzi, 1928
- A. inconspicuus Westwood, 1845
- A. indicus Bharti, Wachkoo & Kumar, 2012
- A. inflatus Yamane & Hashimoto, 1999
- A. itoi Jaitrong & Wiwatwitaya, 2013
- A. jacobsoni Forel, 1909
- A. jarujini Jaitrong & Yamane, 2010
- A. javanus Emery, 1896
- A. jawadwipa Jaitrong & Wiwatwitaya, 2013
- A. khaoyaiensis Jaitrong & Wiwatwitaya, 2013
- A. kutai Jaitrong & Wiwatwitaya, 2013
- A. laeviceps (Smith, F., 1857)
- A. latifemoratus Terayama & Yamane, 1989
- A. latiscapus Forel, 1901
- A. leliepvrei Bernard, 1953
- A. leptotyphlatta Jaitrong & Eguchi, 2010
- A. levior (Karavaiev, 1926)

- A. lifuiae Terayama, 1984
- A. longi Forel, 1901
- A. longicephalus Jaitrong & Wiwatwitaya, 2013
- A. longinodus Jaitrong & Yamane, 2012
- A. luteus Emery, 1892
- A. luzoni Wheeler, W.M. & Chapman, 1925
- A. maneerati Jaitrong & Wiwatwitaya, 2013
- A. mariae Emery, 1895
- A. mauritanicus Santschi, 1910
- A. mentu Weber, 1942
- A. minimus Jaitrong & Hashimoto, 2012
- A. minipetiolus Jaitrong & Wiwatwitaya, 2013
- A. minutulus Terayama & Yamane, 1989
- A. mocsaryi Emery, 1901
- A. moebii Emery, 1895
- A. montivagus Jaitrong & Yamane, 2011
- A. mutatus Santschi, 1913
- A. nesiotis Wheeler, W.M. & Chapman, 1930
- A. nganduensis Wilson, 1964
- A. nishimurai Terayama & Kubota, 1993
- A. obscurus Smith, F., 1865
- A. orientalis (Karavaiev, 1926)
- A. pachycerus (Smith, F., 1858)
- A. pangantihoni Zettel & Sorger, 2010
- A. paradentatus Jaitrong & Yamane, 2012
- A. parahuonicus Jaitrong & Yamane, 2011
- A. peguensis Emery, 1895
- A. pfeifferi Zettel & Sorger, 2010
- A. pharoa Santschi, 1924
- A. philiporum Wilson, 1964
- A. philippinensis Chapman, 1963
- A. piercei Wheeler, W.M. & Chapman, 1930
- A. pilosus Jaitrong & Wiwatwitaya, 2013
- A. pinkaewi Jaitrong & Wiwatwitaya, 2013
- A. porizonoides Walker, 1860
- A. powersi Wheeler, W.M. & Chapman, 1930
- A. prolixus Shattuck, 2008
- A. pubescens Smith, F., 1859
- A. punctatus Jaitrong & Yamane, 2012
- A. punctiventris Emery, 1901
- A. punensis Forel, 1901
- A. rabori Chapman, 1963
- A. raptor Forel, 1913
- A. reyesi Chapman, 1963
- A. rhodiensis Menozzi, 1936
- A. rixator Forel, 1901
- A. rotundatus Mayr, 1901
- A. rotundicollis Jaitrong & Yamane, 2011
- A. rougieri André, 1893
- A. sagei Forel, 1901
- A. schneirlai Wilson, 1964
- A. shillongensis Tiwari, 2000
- A. shuckardi Forel, 1901
- A. siamensis Jaitrong & Yamane, 2011
- A. silvestrii Wheeler, W.M., 1929
- A. sonchaengi Jaitrong & Yamane, 2011
- A. soudanicus Santschi, 1910
- A. spathifer Santschi, 1928
- A. steindachneri Mayr, 1901
- A. stenocephalus Jaitrong & Yamane, 2010
- A. subterraneus Jaitrong & Hashimoto, 2012
- A. sulawesiensis Jaitrong & Wiwatwitaya, 2013
- A. sumatrensis Forel, 1913
- A. sundalandensis Jaitrong & Wiwatwitaya, 2013
- A. thailandianus Terayama & Kubota, 1993
- A. togoensis Santschi, 1915
- A. trigonus Forel, 1911
- A. turneri Forel, 1900
- A. vagans Santschi, 1924
- A. vaucheri Emery, 1915
- A. vieti Jaitrong & Yamane, 2010
- A. villiersi Bernard, 1953
- A. watanasiti Jaitrong & Wiwatwitaya, 2013
- A. wayani Jaitrong & Yamane, 2011
- A. weissi Santschi, 1910
- A. westwoodi Forel, 1901
- A. wilaiae Jaitrong & Wiwatwitaya, 2013
- A. wilsoni Bharti, Wachkoo & Kumar, 2012
- A. wiwatwitayai Jaitrong & Wiwatwitaya, 2013
- A. wroughtonii Forel, 1890
- A. wudangshanensis Wang, W., 2006
- A. yamanei Wiwatwitaya & Jaitrong, 2011
- A. zhengi Zhang, 1994